# Alcácer de Gilane
Alcácer de Gilane (em árabe: قصر غيلان; romaniz.: Ksar Ghilane) é uma localidade e um oásis do sul da Tunísia, situado do limite leste do Grande Érgio Oriental. Administrativamente faz parte da província (gouvernat) de Kebili, embora esteja muito perto da província de Tataouine.
Como o nome indica (alcácer significa "castelo" em árabe), ali se encontra um castelo (forte) romano que protegia o Fronteira do Saara. Esse forte foi proposto pelo governo tunisino a 17 de fevereiro de 2012 para ser incluído na lista de Património Mundial da UNESCO.
O oásis é alimentado por uma nascente de água tépida (cerca de 25°C) que forma uma lagoa onde é possível tomar banho e que alegadamente tem propriedades termais. Durante muito tempo foi um local de difícil acesso, e chegar lá implicava percorrer mais de 70 km de pistas (distância até Chenini, situada a leste). Atualmente já existe uma estrada asfaltada que liga o oásis a Douz e a Matmata.
O oásis serve de refúgio a cerca de 50 famílias de nómadas que vivem da exploração de tamareiras, da criação de cabras e ovelhas e do turismo que tem vindo a crescer e a tornar-se mais importante. Entre as atividades turísticas oferecidas destacam-se os passeios no deserto em moto quatro, moto, cavalo ou dromedário (os passeios em dromedário têm o nome de méharées). Há três parques de campismo que alugam tendas, muitas delas tradicionais, de beduínos, e um hotel de luxo, que em vez de quartos tem tendas climatizadas.
A um quilómetro a leste do oásis encontra-se uma estela comemorativa da passagem no local do general francês Leclerc e das suas tropas da França Livre. Depois de terem atravessado o deserto a pé durante 2 000 km, vindos do Chade, a 10 de março de 1943, os franceses resistiram em Alcácer de Gilane a um ataque de panzers alemães do Afrika Korps apoiados por aviões, impedindo assim que os alemães se apercebessem da concentração das tropas neo-zelandesas que se preparavam para atacar a Linha Mareth.